# مانینگتون، نیوجرسی
مانینگتون (به انگلیسی: Mannington Township) شهری در ایالت نیوجرسی کشور ایالات متحده آمریکا است که جمعیت آن در سرشماری سال ۲۰۱۰ میلادی، ۱٬۸۰۶ نفر بوده‌است.